# Кокошков, Игор
Игор Стефан Кокошков (серб. Игор Стефан Кокошков / Igor Stefan Kokoškov; род. 17 декабря 1971) — сербский баскетбольный тренер. Стал первым тренером европейского происхождения, который возглавил клуб НБА – «Финикс Санз» в 2018 году.

## Биография
Родился в сербском селе Банатски Брестовац. Окончил Белградский университет. Игровая карьера Кокошкова завершилась на трагической ноте — он попал в серьёзную автокатастрофу. Тренировал различные клубные команды в Белграде и был в тренерском штабе югославских (ныне сербских) мужских и юношеских сборных. В возрасте 24 лет Кокошков стал самым молодым тренером в истории местного баскетбола.
Знание английского языка и здравые амбиции позволили Игору обратить на себя внимание за океаном. В 1999 году он был приглашён в Миссурийский университет.
В качестве ассистента тренера в баскетбольной лиге Национальной ассоциации — первый европеец на подобной должности. Также Кокошков первый неамериканец, занимавший аналогичное место в НБА. В 2004 году он стал первым неамериканским помощником тренера, выигравшим чемпионат НБА, в 2006 — первым, кто работал в тренерском штабе NBA All-Star Game.
18 апреля 2008 года Кокошков был назначен главным тренером сборной Грузии по баскетболу, с которой участвовал в трёх чемпионатах Европы. В январе 2016 года Федерация баскетбола Словении объявила о назначении Игора Кокошкова на пост наставника национальной сборной страны. Контракт с ним был подписан на два года.